# Magnisudis
Magnisudis is een geslacht van straalvinnige vissen uit de familie van barracudinas (Paralepididae). Het geslacht is voor het eerst wetenschappelijk beschreven in 1953 door Harry.

## Soorten
- Magnisudis atlantica (Krøyer, 1868)
- Magnisudis indica (Ege, 1953)
- Magnisudis prionosa (Rofen, 1963)